# Europejskie zawody małych federacji w brydżu sportowym
Europejskie Zawody Małych Federacji (European Small Federations Games) - zawody w brydżu sportowym organizowane dla federacji brydżowych, które mają poniżej 500 członków. Aktualnie organizowane są corocznie.

## Wykaz Małych Federacji
| Albania    | Białoruś   | Bośnia i Hercegowina | Chorwacja | Cypr          | Czarnogóra  |
| Czechy     | Estonia    | Gruzja               | Liban     | Liechtenstein | Litwa       |
| Łotwa      | Luksemburg | Malta                | Monako    | Portugalia    | Rumunia     |
| San Marino | Serbia     | Słowacja             | Słowenia  | Ukraina       | Wyspy Owcze |

## Podsumowanie medalowe
Poniższa tabela pokazuje zdobycze medalowe poszczególnych krajów.
Po najechaniu kursorem nad liczbę medali wyświetli się wykaz zawodów (następna tabela), na których te medale zostały zdobyte.
| Podsumowanie medalowe | Podsumowanie medalowe | Podsumowanie medalowe | Podsumowanie medalowe | Podsumowanie medalowe | Podsumowanie medalowe |
| F                     | Kraj                  | Złotych               | Srebrnych             | Brązowych             |                       |
| --------------------- | --------------------- | --------------------- | --------------------- | --------------------- | --------------------- |
| Białoruś              | Białoruś              | _00_00_01_Białoruś    |                       | 1                     |                       |
| Bułgaria              | Bułgaria              | 1                     |                       |                       |                       |
| Chorwacja             | Chorwacja             | _00_01_00_Chorwacja   | 1                     |                       |                       |
| Estonia               | Estonia               | 1                     | 1                     | 1                     |                       |
| Litwa                 | Litwa                 | 1                     | 1                     | 1                     |                       |
| Luksemburg            | Luksemburg            | 1                     |                       |                       |                       |
| Monako                | Monako                | _00_02_01_Monako      | 2                     | 1                     |                       |
| Portugalia            | Portugalia            | _00_00_01_Portugalia  |                       | 1                     |                       |
| Rumunia               | Rumunia               | _00_00_01_Rumunia     |                       | 1                     |                       |
| Słowacja              | Słowacja              | 1                     |                       |                       |                       |
| Razem                 | Razem                 | 5                     | 5                     | 6                     |                       |

## Wyniki zawodów
| Miejsca medalowe | Miejsca medalowe                                             | Miejsca medalowe |
| Lp               | Miejsce                                                      | Zespół i skład |
| ---------------- | ------------------------------------------------------------ | --- |
| 5:               | 2012, 24..26 września, Tallinn, (Estonia), 14 zespołów       | 2012, 24..26 września, Tallinn, (Estonia), 14 zespołów                                                                   |
| 5:               | 1                                                            | Estonia Vassili Levenko, Sven Sester, Tiit Laanemäe, Maksim Karpov, Jaanus Maripuu                                       |
| 5:               | 2                                                            | Monako Nathalie Frey, Renaud Grover, Christophe Desmoulins, René Tognetti, Marco Cattelani, Henri Fissore                |
| 5:               | 3                                                            | Portugalia Maria João Lara, Manuel d’Orey Capucho, Juliano Barbosa, António Palma                                        |
| 4:               | 2011, 13..16 września, San Marino, (San Marino), 16 zespołów | 2011, 13..16 września, San Marino, (San Marino), 16 zespołów                                                             |
| 4:               | 1                                                            | Luksemburg Philippe Banchereau, Nikolas Bausback, Martin Löfgren, Denis Palazo                                           |
| 4:               | 2                                                            | Estonia Vassili Levenko, Jaanus Maripuu, Olavi Oja, Sven Sester                                                          |
| 4:               | 3                                                            | Litwa Andrei Arlovich, Wojtek Olanski, Albertas Tyla, Vytautas Vainikonis                                                |
| 3:               | 2010, 20..23 września, Ptuj, (Słowenia), 16 zespołów         | 2010, 20..23 września, Ptuj, (Słowenia), 16 zespołów                                                                     |
| 3:               | 1                                                            | Słowacja |
| 3:               | 2                                                            | Chorwacja |
| 3:               | 3                                                            | Estonia |
| 2:               | 2009, 28..30 września, Wilno, (Litwa), 12 zespołów           | 2009, 28..30 września, Wilno, (Litwa), 12 zespołów                                                                       |
| 2:               | 1                                                            | Litwa 2 Arūnas Jankauskas, Wojtek Olanski, Alvydas Saulis, Albertas Tyla, Vytautas Vainikonis                            |
| 2:               | 2                                                            | Monako Christophe Desmoulins, Henri Fissore, Rene Tognetti, Jean Charles Allavena                                        |
| 2:               | 3                                                            | Białoruś Ryhor Chajucin, Ihar Krauczanka, Aleksandr Niechoroszew, Alena Szochan, Uładzimir Waszkiewicz, Siarhiej Złobicz |
| 1:               | 2007, 7..9 listopada, Monte Carlo, (Monako), 16 zespołów     | 2007, 7..9 listopada, Monte Carlo, (Monako), 16 zespołów                                                                 |
| 1:               | 1                                                            | Bułgaria Georgi Stamatow, Aleksandyr Stojanow, Christo Christow, Christo Iwanczew                                        |
| 1:               | 2                                                            | Litwa |
| 1:               | 3                                                            | Monako 2 |
| 1:               | 3                                                            | Rumunia |